# Distretto di Ruhango
Il distretto di Ruhango è un distretto (akarere) del Ruanda, parte della Provincia Meridionale, con capoluogo Ruhango.
Il distretto si compone di 9 settori (imirenge):
- Bweramana
- Byimana
- Kabagali
- Kinazi
- Kinihira
- Mbuye
- Mwendo
- Ntongwe
- Ruhango